# Gromin Dolac
Gromin Dolac (italsky Gromin Dolaz) je malá, téměř zaniklá vesnička a přímořské letovisko v Chorvatsku ve Splitsko-dalmatské župě, nacházející se na jihu ostrova Hvar, spadající pod opčinu Jelsa. V roce 2011 zde trvale žili 3 obyvatelé.
Vesnice je stvořená z několika roztroušených osad nacházejících se východně od vesnice Zavala, rozkládajících se u zátok Zavala, Žutica, Gnjila uvala a Gromin dolac. Nachází se zde několik pláží, z nichž nejznámější jsou Hobotnica, Rarog a Žutica. Centrum vesnice se nachází ve vnitrozemí, u pobřeží se nacházejí pouze samostatná obydlí. I doprava do vesnice je velmi nerozvinutá a složitá, vede zde pouze makadamová cesta ze Zavaly, která v Gromin Dolaci končí jako slepá ulice, a stejně jako Zavala a ostatní vesnice v této části ostrova je s ostatními částmi Hvaru spojena pouze tunelem Pitve—Zavala.